# Nereis frontalis
Nereis frontalis är en ringmaskart som beskrevs av Bosc 1802. Nereis frontalis ingår i släktet Nereis och familjen Nereididae. Inga underarter finns listade i Catalogue of Life.